# Premier ministre du Kosovo
Le Premier ministre du Kosovo (en albanais : Kryeministri i Kosovës, en serbe : Премијер Косова) est le chef du gouvernement du Kosovo et le principal détenteur du pouvoir exécutif à la tête du gouvernement.

## Nomination
Après avoir consulté le parti ou la coalition disposant de la majorité à l'Assemblée, le président de la République propose à cette dernière un candidat au poste de Premier ministre. Celui-ci dispose d'un délai de quinze jours pour présenter son gouvernement aux députés, qu'il soumet ensuite à un vote de confiance.
En cas d'échec, le chef de l'État a dix jours pour choisir un nouveau candidat, après quoi la procédure est recommencée. Si ce candidat échoue à son tour, le président convoque des élections législatives anticipées.

## Compétences
Le Premier ministre est le chef du gouvernement. Selon l'article 94 de la Constitution, il dispose des compétences suivantes : 
- il « représente et dirige le gouvernement » ;
- il « s'assure que les ministères agissent en conformité avec la politique gouvernementale » ;
- il « s'assure de la mise en œuvre des lois et politiques définies par le gouvernement » ;
- il « peut changer des membres du gouvernement sans l'accord de l'Assemblée » ;
- il « préside le Conseil de sécurité du Kosovo » ;
- il « nomme le directeur général de la Police du Kosovo » ;
- il « consulte le président de la République sur les affaires de renseignement » ;
- il « nomme le directeur, le directeur adjoint et l'inspecteur général de l'Agence kosovare de renseignement en accord avec le président de la République » ;
- il « consulte le président de la République sur la mise en œuvre de la politique étrangère » ;
- il « exerce toute autre fonction prévue par la Constitution et la loi ».

## Titulaires

### Province autonome socialiste du Kosovo (1945-1991)
| Titulaire                                                   | Titulaire              | Titulaire | Mandat          | Mandat          | Parti                                                                | Dirigeant de la province                                   |
| ----------------------------------------------------------- | ---------------------- | --------- | --------------- | --------------- | -------------------------------------------------------------------- | ---------------------------------------------------------- |
| Président du Conseil exécutif du Comité populaire 1945–1953 |                        |           |                 |                 |                                                                      |                                                            |
| 1                                                           | Fadil Hoxha            |           | 1945            | Février 1953    | Parti communiste de Yougoslavie Ligue des communistes de Yougoslavie | Fadil Hoxha                                                |
| Président du Conseil exécutif 1953–1990                     |                        |           |                 |                 |                                                                      |                                                            |
| 1                                                           | Fadil Hoxha            |           | Février 1953    | Juin 1963       | Ligue des communistes de Yougoslavie                                 | Ismet Saqiri Đorđije Pajković Pavle Jovićević Dušan Mugoša |
| 2                                                           | Ali Shukriu            |           | Juin 1963       | Mai 1967        | Ligue des communistes de Yougoslavie                                 | Stanoje Akšić                                              |
| 3                                                           | Ilija Vakić            |           | Mai 1967        | Mai 1974        | Ligue des communistes de Yougoslavie                                 | Fadil Hoxha Ilaz Kurteshi                                  |
| 4                                                           | Bogoljub Nedeljković   |           | Mai 1974        | Mai 1978        | Ligue des communistes de Yougoslavie                                 | Xhavid Nimani                                              |
| 5                                                           | Bahri Oruçi            |           | Mai 1978        | Mai 1980        | Ligue des communistes de Yougoslavie                                 | Xhavid Nimani                                              |
| 6                                                           | Riza Sapunxhiu         |           | Mai 1980        | Mai 1982        | Ligue des communistes de Yougoslavie                                 | Xhavid Nimani Ali Shukriu                                  |
| 7                                                           | Imer Pula              |           | Mai 1982        | 5 mai 1984      | Ligue des communistes de Yougoslavie                                 | Kolë Shiroka Shefqet Nebih Gashi                           |
| 8                                                           | Ljubomir Neđo Borković |           | 5 mai 1984      | mai 1986        | Ligue des communistes de Yougoslavie                                 | Shefqet Nebih Gashi Branislav Škembarević                  |
| 9                                                           | Namzi Mustafa          |           | mai 1986        | 1987            | Ligue des communistes de Yougoslavie                                 | Bajram Selani                                              |
| 10                                                          | Kaqusha Jashari        |           | 10 mars 1987    | 9 mai 1989      | Ligue des communistes de Yougoslavie                                 | Bajram Selani Remzi Kolgeci                                |
| 11                                                          | Nikolla Shkreli        |           | 9 mai 1989      | 1989            | Ligue des communistes de Yougoslavie                                 | Remzi Kolgeci                                              |
| 12                                                          | Daut Jashanica         |           | 1989            | 4 décembre 1989 | Ligue des communistes de Yougoslavie                                 | Remzi Kolgeci Hysen Kajdomçaj                              |
| 13                                                          | Jusuf Zejnullahu       |           | 4 décembre 1989 | 5 juillet 1990  | Ligue des communistes de Yougoslavie                                 | Hysen Kajdomçaj                                            |

### Kosovo-et-Métochie (1991-1999)
Autonomie suspendue et existence de la république de Kosova, non reconnue par la communauté internationale. Cette province existe toujours selon le droit Serbe puisque celui-ci revendique ce territoire mais n'a aucun contrôle dessus.

### Kosovo sous administration internationale (1999-2008)
| Titulaire | Titulaire     | Titulaire           | Mandat                                                    | Parti                         | Président de la province autonome |
| --------- | ------------- | ------------------- | --------------------------------------------------------- | ----------------------------- | --------------------------------- |
| 1         |               | Bajram Rexhepi      | 4 mars 2002 - 3 décembre 2004 (2 ans, 8 mois et 29 jours) | PDK                           | Ibrahim Rugova                    |
| 2         |               | Ramush Haradinaj    | 3 décembre 2004 - 8 mars 2005 (3 mois et 5 jours)         | AAK                           | Ibrahim Rugova                    |
| 3         |               | Adem Salihaj (a.i.) | 8 mars - 25 mars 2005 (17 jours)                          | LDK                           | Ibrahim Rugova                    |
| 4         |               | Bajram Kosumi       | 25 mars 2005 - 10 mars 2006 (11 mois et 13 jours)         | PPK                           | Ibrahim Rugova                    |
| 4         | Fatmir Sejdiu | Bajram Kosumi       | 25 mars 2005 - 10 mars 2006 (11 mois et 13 jours)         | PPK                           |                                   |
| 5         |               | Agim Çeku           | 10 mars 2006 - 9 janvier 2008 (1 an, 9 mois et 30 jours)  | Indépendant Soutenu par l'AAK |                                   |
| 6         |               | Hashim Thaçi        | 9 janvier - 17 février 2008 (1 mois et 8 jours)           | PDK                           |                                   |

### République du Kosovo (depuis 2008)
| Titulaire | Titulaire                | Titulaire        | Mandat    | Mandat                                                          | Parti | Président de la République |
| --------- | ------------------------ | ---------------- | --------- | --------------------------------------------------------------- | ----- | -------------------------- |
| 1         |                          | Hashim Thaçi     | 2007 2010 | 17 février 2008 - 9 décembre 2014 (6 ans, 9 mois et 22 jours)   | PDK   | Fatmir Sejdiu              |
| 1         | Behgjet Pacolli          | Hashim Thaçi     | 2007 2010 | 17 février 2008 - 9 décembre 2014 (6 ans, 9 mois et 22 jours)   | PDK   |                            |
| 1         | Jakup Krasniqi (intérim) | Hashim Thaçi     | 2007 2010 | 17 février 2008 - 9 décembre 2014 (6 ans, 9 mois et 22 jours)   | PDK   |                            |
| 1         | Atifete Jahjaga          | Hashim Thaçi     | 2007 2010 | 17 février 2008 - 9 décembre 2014 (6 ans, 9 mois et 22 jours)   | PDK   |                            |
| 2         |                          | Isa Mustafa      | 2014      | 9 décembre 2014 - 9 septembre 2017 (2 ans et 9 mois)            | LDK   |                            |
| 2         | Hashim Thaçi             | Isa Mustafa      | 2014      | 9 décembre 2014 - 9 septembre 2017 (2 ans et 9 mois)            | LDK   |                            |
| 3         |                          | Ramush Haradinaj | 2017      | 9 septembre 2017 - 3 février 2020 (2 ans, 4 mois et 25 jours)   | AAK   |                            |
| 4         |                          | Albin Kurti      | 2019      | 3 février 2020 - 3 mai 2020 (4 mois)                            | VV    |                            |
| 5         |                          | Avdullah Hoti    | 2019      | 3 juin 2020 - 22 mars 2021 (9 mois et 19 jours)                 | LDK   |                            |
| 6         |                          | Albin Kurti      | 2021      | En fonction depuis le 22 mars 2021 (3 ans, 11 mois et 11 jours) | VV    | Vjosa Osmani               |